# Whit Bissell
Pour les articles homonymes, voir Bissell.
Whit Bissell (né le 25 octobre 1909 à New York et mort le 5 mars 1996 à Woodland Hills en Californie) est un acteur américain.

## Biographie
Whit Bissell est né à New-York d'un père chirurgien renommé et d'une mère au foyer. Le jeune Bissell suit ses études dans une école privée pour garçons. Il est ensuite diplômé de l’Université de Caroline du Nord à Chapel Hill en histoire et en art dramatique. Pendant ses études, il joue de nombreux rôles dans les théâtres de Broadway.
Bissell arrive à Hollywood dans les années quarante. Son premier rôle dans le cinéma date de 1943 dans le film Holy Matrimony, puis joue de petits rôles dans plus de cent films différents, dont le plus connu est celui du personnage principal dans le film d'horreur I was a Teenage Werewolf (1957). Son registre d'acteur est très varié : médecin, général, espion, professeur ou savant.
À la télévision, on peut voir Bissell dans la série Bachelor Father (1959 - 1961). De plus, il fera partie de la distribution de Au cœur du temps (1966 - 1967). Il joue le rôle d'un envahisseur dans l'épisode 25 "Un curieux voyage" de la série Les Envahisseurs en 1967. Les fans de Star Trek connaissent Bissell pour son apparition dans l’épisode "The Trouble With Tribbles".
En 1994, il reçoit un prix de l’Academy of Science Fiction, Fantasy & Horror film pour l'ensemble de sa carrière.
Il eut trois épouses qui lui ont donné trois filles : Adrienne Marden (Kathy et Victoria), Shan Jukes (Amanda) et Jennifer Raines.
Whit Bissell meurt en Californie (1996) de la maladie de Parkinson à l'âge de 86 ans. Il repose dans le cimetière Westwood Village Memorial Park à Los Angeles.

## Filmographie

### Cinéma
- 1943 : Holy Matrimony de John M. Stahl
- 1946 : Quelque part dans la nuit (Somewhere in the Night) de Joseph L. Mankiewicz
- 1947 : Othello (A Double Life) de George Cukor
- 1948 : Pénitencier du Colorado (Canon City), de Crane Wilbur
- 1949 : Anna Lucasta de Irving Rapper
- 1950 : The Killer That Stalked New York d’Earl McEvoy
- 1951 : Les Nouveaux Exploits de Robin des Bois (Tales of Robin Hood) de James Tinling
- 1951 : Les Rebelles du Missouri (The Great Missouri raid) de Gordon Douglas
- 1953 : La Nuit sauvage (Devil's Canyon) de Alfred Werker
- 1954 : L'Étrange Créature du lac noir (Creature from the Black Lagoon), de Jack Arnold
- 1954 : Une femme qui s'affiche (It Should Happen to You), de George Cukor
- 1954 : Ouragan sur le Caine (The Caine Mutiny) de Edward Dmytryk
- 1954 : Trois Heures pour tuer (Three Hours to Kill) d'Alfred L. Werker
- 1954 : Objectif Terre (Target Earth) de Sherman A. Rose
- 1954 : Terreur à Shanghaï (The Shanghai Story) de Frank Lloyd
- 1955 : Association criminelle (The Big Combo) de Joseph H. Lewis
- 1955 : Le Procès (Trial) de Mark Robson
- 1955 : La Maison des otages , de William Wyler
- 1956 : Le Shérif  (The Proud Ones) de Robert D. Webb
- 1956 : Guet-apens chez les Sioux (Dakota Incident) de Lewis R. Foster
- 1957 : Règlements de comptes à OK Corral (Gunfight at the O.K. Corral) de John Sturges
- 1957 : I Was a Teenage Frankenstein de Herbert L. Strock
- 1958 : L'Orchidée noire (The Black Orchid) de Martin Ritt
- 1959 : La Proie des vautours (Never So Few) de John Sturges
- 1959 : Une balle signée X (No Name on the Bullet) de Jack Arnold
- 1960 : La Machine à explorer le temps (The Time Machine) de George Pal
- 1960 : Les Sept Mercenaires (The Magnificent Seven) de John Sturges
- 1962 : Le Prisonnier d'Alcatraz (Birdman of Alcatraz) de John Frankenheimer
- 1963 : Le Plus Sauvage d'entre tous (Hud) de Martin Ritt
- 1964 : Le Bataillon des lâches (Advance to the Rear) de George Marshall
- 1964 : Sept jours en mai (Seven days in may) de John Frankenheimer
- 1965 : Sur la piste de la grande caravane (The Hallelujah Trail) de John Sturges
- 1967 : A Covenant with Death de Lamont Johnson
- 1968 : Cinq Cartes à abattre (5 Card Stud) de Henry Hathaway
- 1969 : Histoire d'un meurtre (Once You Kiss a Stranger) de Robert Sparr
- 1970 :  Airport de George Seaton
- 1973 :  Soleil vert (Soylent Green) de Richard Fleischer
- 1978 :  Casey's Shadow de Martin Ritt

### Télévision
- 1967 : Voyage au fond des mers - Saison 2 épisode 9, Le pacificateur (The Peacemaker) de Sobey Martin : Amiral Connors
- 1967 : Star Trek - Saison 2 épisode 15, épisode  Tribulations (The Trouble with Tribbles) de Joseph Pevney : Chef de station Lurry
- 1977 : Le Dernier des Mohicans (en) (The Last of the Mohicans) de James L. Conway
- 1979-1980 : L'incroyable Hulk
- 1980 : Shérif, fais-moi peur : Chasse au trésor (Saison 2 - Episode 16) : Dr. James Fenwick